# 瑞典驻朝鲜大使馆
瑞典駐朝鮮大使館（瑞典語：Sveriges ambassad i Pyongyang，朝鲜语：／）是瑞典王國駐朝鮮民主主義人民共和國的外交代表機構，位於北韓首都平壤市。瑞典大使館是最早在北韓設立的外交代表机构之一，於1975年設立，瑞典也因此成为最早在当地建立外交代表机构的欧盟成员国。
北韩相應的駐瑞典代表機構则是朝鲜驻瑞典大使馆。

## 歷史
瑞典駐北韓大使館於1975年設立，现與法國联络处、英國大使館和德國大使館共有一栋办公楼，亦即前東德驻北韩大使館大樓。该馆也代表美国等西方国家在北韩的外交利益。